# Ahuacatitlan Centro
Ahuacatitlan Centro är en ort i kommunen Temascalcingo i delstaten Mexiko i Mexiko. Samhället hade 815 invånare vid folkräkningen 2020.